# Onthophagus marahouensis
Onthophagus marahouensis är en skalbaggsart som beskrevs av Yves Cambefort 1984. Onthophagus marahouensis ingår i släktet Onthophagus och familjen bladhorningar. Inga underarter finns listade i Catalogue of Life.